# Richtlinie 2003/109/EG (Daueraufenthaltsrichtlinie)
Die Richtlinie 2003/109/EG über die Rechtsstellung von langfristig aufenthaltsberechtigten Drittstaatsangehörigen ist eine Richtlinie der Europäischen Gemeinschaft, welche den Aufenthalt von Drittstaatsangehörigen regelt, die nicht EU-Bürger oder Angehörige von EU-Bürgern sind und die sich über fünf Jahre rechtmäßig in demselben EU-Land (außer Dänemark, Großbritannien und Irland) aufgehalten haben.

## Inhalt
Als Drittstaatenangehörige werden Personen bezeichnet, die weder Bürger der EU noch ein Angehöriger eines EU-Bürgers sind.
- Kapitel 1 (Artikel 1 bis 3): In den allgemeinen Bestimmungen werden Gegenstand, Definitionen und den Anwendungsbereich festgelegt.
- Kapitel 2 (Artikel 4 bis 13) regelt die Rechtsstellung eines langfristig Aufenthaltsberechtigten in einem Mitgliedstaat.
- Kapitel 3 (Artikel 14 bis 23) regelt den Aufenthalt in anderen Mitgliedstaaten
- Kapitel 4 (Artikel 23 bis 21) enthält die Schlussbestimmungen.

## Umsetzung
In Deutschland wurde die Richtlinie durch eine Ergänzung des Aufenthaltsgesetzes umgesetzt (§ 9a, § 9b, § 9c). Im Aufenthaltsgesetz wurde ein neuer Aufenthaltstitel, die Erlaubnis zum Daueraufenthalt-EG geschaffen. Drittstaatsangehörige mit einem ausländischen Daueraufenthaltstitel nach dieser Richtlinie können eine deutsche Aufenthaltserlaubnis unter erleichterten Voraussetzungen erhalten (§ 38a AufenthG). In der Praxis scheitert die Umsetzung aber oft an dem Umstand, dass vor allem die südeuropäischen Mitgliedstaaten (Italien, Spanien) ihrer Verpflichtung, das Daueraufenthaltsrecht gemäß Art. 8 Abs. 3 der Daueraufenthaltsrichtlinie nach einem vorgegebenen Muster zu bescheinigen, bisher nicht ausreichend nachgekommen sind.

## Änderung
Mit Wirkung zum 20. Mai 2011 wurde durch die Richtlinie 2011/51/EU der Anwendungsbereichs der Daueraufenthaltsrichtlinie auf Personen, die internationalen Schutz genießen, erweitert.